# Магнат (мороженое)

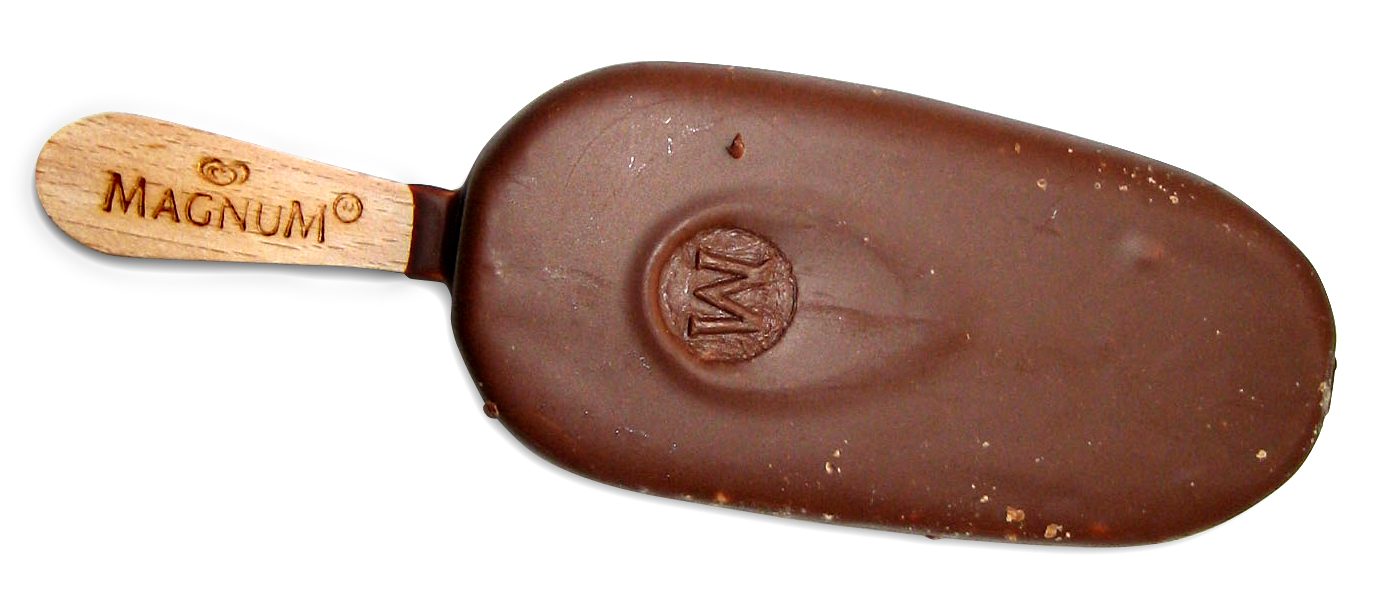
Мороженое Magnum

Magnum — мороженое, первоначально разработанное и произведённое датской компанией Frisko в Орхусе, которая входит в состав британской компании Unilever. Является частью линейки продуктов Heartbrand, которая принадлежит Unilever в большинстве стран. В Греции бренд Magnum принадлежал компании Nestlé с 2005 по 2006 год, после чего мороженое стало носить название Magic. В России мороженое называется «Магнат» и принадлежит компании «Инмарко».

## История
Мороженое Magnum было разработано в конце 1980-х годов Могенсом Виг-Ларсеном (1935—2019), техническим директором компании Frisko. Первоначально продукт производился датской компанией Frisko. Мороженое Magnum Classic, которое являлось оригинальным продуктом бренда Magnum, состояло из толстой плитки ванильного мороженого на палочке, покрытой шоколадной глазурью. Поскольку не существовало настоящего шоколада, который мог бы выдержать температуру −40 °C, пришлось разработать специальный шоколад. Вес оригинального Magnum составлял 86 грамм, а объём — 120 миллилитров. Орхусская фабрика была преобразована в квартиры, магазины и фитнес-центр, названный «Friskohus» в честь бренда компании по производству мороженого. В Дании мороженое до сих пор производится под брендом Frisko.
В 1994 году под брендом Magnum начали выпускаться мороженые в вафельных рожках, а в 2002 году — мороженые-сэндвичи.
Актёр Роджер Мур, наиболее известный по роли Джеймса Бонда, утверждал, что ему пришла в голову идея Magnum, хотя бренд Wall's отрицает какие-либо знания об этом, утверждая, что это не более чем «блестящая история».

Киоск Magnum, 1960 год

Однако название мороженого в панировке на палочке намного старше, о чём свидетельствует сделанная в январе 1960 года фотография киоска с напитками местного кинотеатра «Odeon» в архивах газеты Chorley Guardian. Эта версия имела оболочку со вкусом клубники.
19 марта 2024 года компания Unilever объявила, что избавится от своих брендов мороженого и сократит 7500 рабочих мест. В список вошли бренды Ben & Jerry’s, Cornetto, Magnum, Talenti и Wall’s. Ожидается, что продажа активов будет завершена к концу 2025 года.

## Галерея

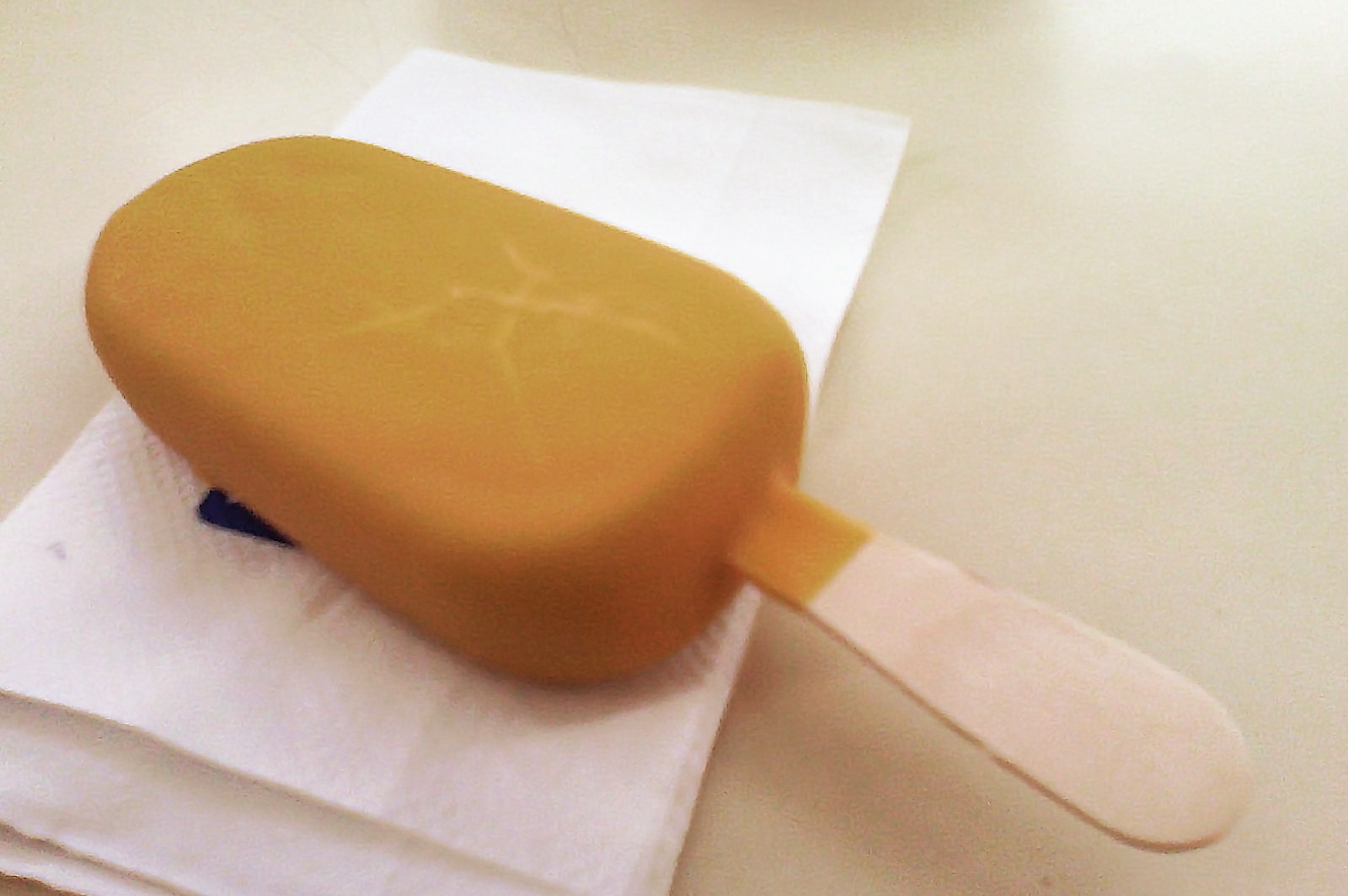
Magnum Gold
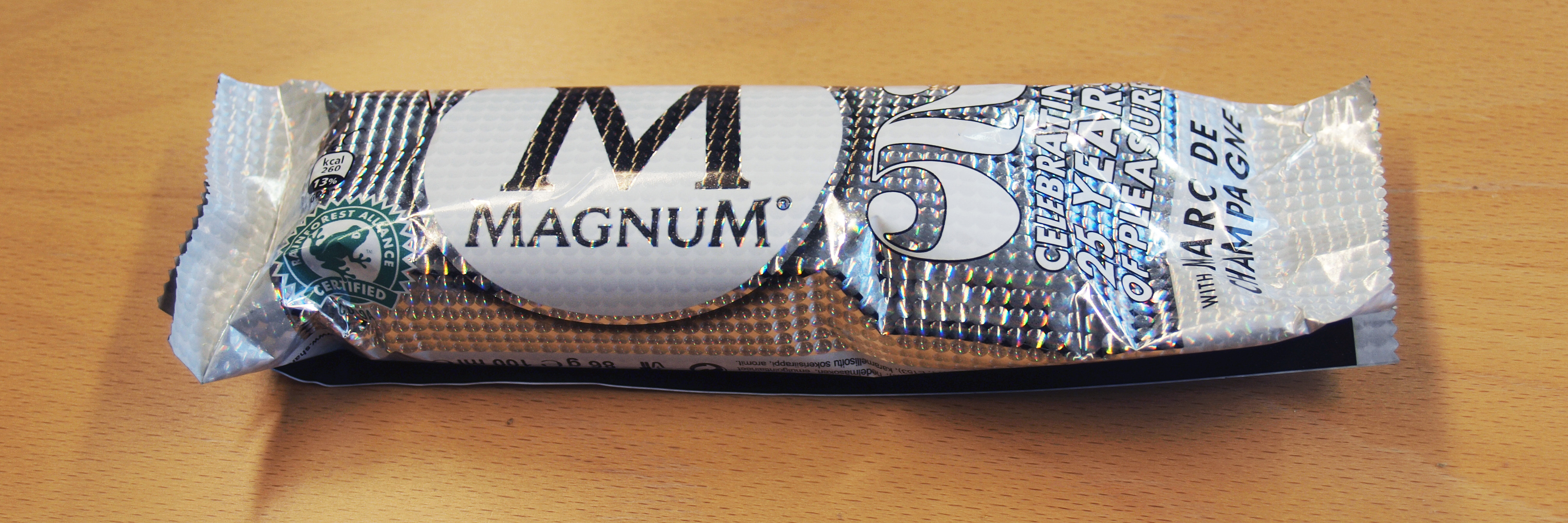
Magnum Marc de Champagne